# Рожаевка
Рожаевка (укр. Рожаївка) — село,
Абазовский сельский совет,
Полтавский район,
Полтавская область,
Украина.
Код КОАТУУ — 5324080105. Население по переписи 2001 года составляло 9 человек.

## Географическое положение
Село Рожаевка находится на левом берегу реки Полузерье,
ниже по течению на расстоянии в 1,5 км расположено село Васьки,
на противоположном берегу — село Карпуси.
По селу протекает пересыхающий ручей с запрудой.